# Pharaphodius impressithorax
Pharaphodius impressithorax är en skalbaggsart som beskrevs av Bordat 1992. Pharaphodius impressithorax ingår i släktet Pharaphodius och familjen Aphodiidae. Inga underarter finns listade i Catalogue of Life.